# Alice White

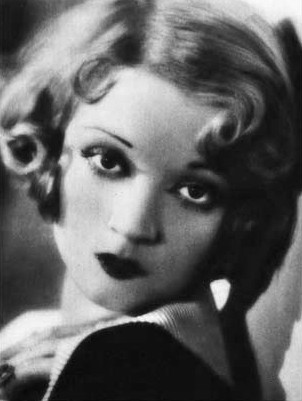
Alice White.

Alice White, född 25 augusti 1904 i Paterson, New Jersey, död 19 februari 1983 i Los Angeles, Kalifornien, var en amerikansk skådespelare. White gjorde ett flertal huvudroller i Hollywood-filmer under slutet av 1920-talet och början av 1930-talet. En amorös skandal förstörde dock hennes karriär 1933 och efter det syntes hon endast i biroller. Hennes sista filmroll blev i Flamingovägen 1949.
Hon har en stjärna på Hollywood Walk of Fame vid adressen 1501 Vine Street.